# Linia kolejowa nr 386
Linia kolejowa nr 386 – nieistniejąca linia kolejowa łącząca stację Kunowice na linii nr 3 ze stacją Cybinka.
Została rozebrana na całej długości w 2013 roku.